# Karl Bruno Steindel
Karl Bruno Steindel   (Zwickau, 29 d'agost de 1866 - Santa Monica, 4 de maig de 1949), fou un violoncel·lista estatunidenc d'origen alemany.

## Biografia
Provenia d'una família musical, amb el seu pare Albin Steindel com a director de música a la seva ciutat de Zwickau. Bruno Steindel va estudiar inicialment violí i després va passar a violoncel amb el seu pare. El seu nebot H. Max Steindel també era violoncel·lista, que va servir 40 temporades 1912-1942 com a violoncel principal de la Simfònica de Saint Louis amb Max Zach. Des del 1886-1891, Bruno Steindel va ser violoncel principal de la Filharmònica de Berlín. Theodor Thomas va escoltar Steindel a Berlín i el va convèncer de anar a Chicago el setembre de 1891 per a la temporada inicial de lOrquestra de Chicago. Bruno Steindel va ser violoncel principal a Chicago durant 27 temporades amb Theodor Thomas i després Frederick Stock. Bruno Steindel també va fer gires a la dècada de 1910 amb grups de cambra.
Bruno Steindel va renunciar a la Simfònica de Chicago el 1918. Segons l'article del New York Times, Bruno Steindel havia estat acusat de ser pro-alemany, durant aquest període emocionalment intens dels Estats Units que van entrar a la Primera Guerra Mundial contra Alemanya. L'article afirma que la dona de Steindel, Matilda (que havia estat en una institució mental de Wisconsin), es va suïcidar després de la renúncia de Bruno Steindel. Després de la Chicago Symphony, Steindel va ser el violoncel principal de la Chicago Grand Opera durant una temporada. Durant la gira amb la Simfònica de Chicago, Bruno Steindel va patir una pèrdua quan el violoncel Carlo Bergonzi va ser destruït en un accident ferroviari al març de 1895 108. Bruno Steindel va tocar més tard un violoncel Amati. Als anys vint, Steindel va fer una gira amb el trio Aolian, dirigit per Richard Czerwonky (1886-1949), concertista de la Simfònica de Minneapolis 1910-1918, i Moses (o Moissaye) Boguslawaski (1887-1944), piano. Bruno Steindel va morir a Los Angeles. Angeles, Califòrnia, el 1949.